# Cofano (imbarcazione)
Il cofano è un tipo di imbarcazione a fondo piatto, realizzata in legno, in uso nella laguna di Venezia.
Si tratta di un'imbarcazione concepita essenzialmente per la caccia lagunare. Di dimensioni relativamente piccole, è caratterizzata da bordi molto bassi, che ne facilitano la mimetizzazione. 
La prua, anch'essa molto bassa, è coperta e molto lunga, in modo da poter servire come nascondiglio di appostamento per il cacciatore.
La propulsione è a due remi incrociati, con un solo vogatore (voga veneta alla valesana).
Il cofano odierno ha subito sostanziali modifiche rispetto alla forma tradizionale per permettere una navigazione più stabile, veloce e per permettere l'utilizzo di motori fuoribordo con carene a "V" che permettono a queste barche di essere veloci, stabili, tralasciando l'utilizzo per cui erano state create e diventando una tipologia di barca più diffusa tra i veneziani. Il materiale utilizzato è la vetroresina, mentre qualche cantiere utilizza ancora il legno.